# Lápitas
Os lápitas, na mitologia grega, eram um povo da Tessália, que vivia próximo aos maciços de Pindo e Ossa, de onde expulsaram os Pelasgos, que eram os primitivos habitantes.
A linhagem real dos lápitas tinha como antepassado o deus-rio Peneu, pai de Hipseu e Stilbe. Stilbe e Apolo foram os pais de Lápito e Centauro. Lápito se estabeleceu próximo ao rio Peneu, e reinou sobre os distritos vizinhos. Ele teve dois filhos, Forbas e Periphas, que reinaram depois dele, e as várias nações deste reino passaram a se chamar de lápitas.
Forbas teve dois filhos, Egeu e Actor, que reinaram na Eleia. Periphas teve vários filhos, dentre os quais Antion, que se casou com Perimele, filha de Amythaon, com quem teve um filho, Ixion, o pai de Pirítoo.
Ceneu, filho de Élato, foi um dos príncipes dos lápitas, viveu na época de Héracles e era invulnerável; durante a guerra dos centauros e dos lápitas, a terra abriu e o engoliu. Ceneu foi o pai de Coronus, um dos argonautas, no ano 3364 do período juliano.
O próximo lápita a ser registrado foi Antasus, pai de Melas, contemporâneo a Aletes, o primeiro rei de Corinto, que viveu por volta do ano 3554 do período juliano. Cípselo seria descendente de Melas, com onze gerações, aproximadamente, separando Melas de Equécrates, o avô de Cípselo. Pausânias contabilizou apenas seis gerações entre Melas e Eetion, o pai de Cípselo, porém este número não é consistente com os trezentos e oitenta e seis anos que separam os dois.
Os Lápitas intervêem em várias lendas da mitologia grega, tendo participado da saga dos Argonautas e da caçada de Cálidon. Aparecem com destaque especial na Centauromaquia, ou luta contra os centauros. Estes últimos haviam sido convidados para as bodas de Pirítoo com Hipodâmia, mas, após terem se embriagado, foram tomados pela luxúria e a violência, e tentaram raptar e violar a noiva. Com a ajuda de Teseu, os Lápitas derrotaram os centauros e os expulsaram da Tessália. Os centauros foram então se refugiar no Epiro.